# 蘇原吉野町
蘇原吉野町（そはらよしのちょう）は、岐阜県各務原市の地名。現行行政町名は蘇原吉野町一丁目から蘇原吉野町五丁目。

## 地理
各務原市の蘇原地区に属する。
町域の東部は蘇原寺島町、蘇原島崎町、蘇原赤羽根町、西部は蘇原大島町、蘇原瑞穂町、南部は蘇原申子町、北部は蘇原赤羽根町に接する。
地名は蘇原伊吹町の小字（北吉野、南吉野）に因む。
道路
- 県道205号長森各務原線

## 歴史
1976年（昭和51年）3月27日、蘇原伊吹町の一部をもって蘇原吉野町が成立。

## 世帯数と人口
2024年（令和6年）10月1日現在の世帯数と人口は以下の通りである。尚、統計上、四丁目と五丁目は合わせて記述する。
| 丁目                 | 世帯数  | 人口  |
| -------------------- | ------- | ----- |
| 蘇原吉野町一丁目     | 46世帯  | 112人 |
| 蘇原吉野町二丁目     | 47世帯  | 110人 |
| 蘇原吉野町三丁目     | 223世帯 | 519人 |
| 蘇原吉野町四・五丁目 | 19世帯  | 44人  |
| 計                   | 335世帯 | 785人 |

## 小・中学校の学区
市立小・中学校に通う場合、学区は以下の通りとなる。
| 番・番地等 | 小学校                   | 中学校               |
| ---------- | ------------------------ | -------------------- |
| 全域       | 各務原市立蘇原第一小学校 | 各務原市立蘇原中学校 |

## 主な施設
- 各務原警察署蘇原交番
- 吉野公民館
- 各務原大島簡易郵便局

2021年10月より一時閉鎖中